# 天主教利納雷斯教區 (墨西哥)
天主教利納雷斯教區（拉丁語：Dioecesis Linarina）是墨西哥一個羅馬天主教教區，屬蒙特雷總教區。
教區成立於1962年4月30日，位於新萊昂州中南部。2004年有教友269,141人（佔轄區總人口84.9%）、廿一個堂區、卅八名司鐸。現任教區主教為拉蒙·卡爾德龍·巴特雷斯。